# Olimpiada Internacional de Matemática
La Olimpiada Internacional de Matemática (International Mathematical Olympiad, IMO por sus siglas en inglés) es una competencia anual de matemáticas para estudiantes preuniversitarios y es la más antigua de las Olimpiadas Internacionales de Ciencias. Se trata de la competencia matemática «más prestigiosa» del mundo. La primera Olimpiada se celebró en Rumania en 1959. Desde entonces se ha celebrado anualmente, excepto en 1980. Participan más de 100 países. Cada país envía un equipo de hasta seis estudiantes, más un líder de equipo, un líder adjunto y observadores.
El contenido abarca desde problemas extremadamente difíciles de álgebra y precálculo hasta problemas en ramas de las matemáticas que no se cubren convencionalmente en la escuela secundaria o preparatoria y, a menudo, tampoco en el nivel universitario, como geometría proyectiva y compleja, ecuaciones funcionales, combinatoria y teoría de números bien fundamentada, de para lo cual se requiere un amplio conocimiento de los teoremas. El cálculo, aunque se permite en las soluciones, nunca es necesario, ya que existe el principio de que cualquier persona con conocimientos básicos de matemáticas debe comprender los problemas, incluso si las soluciones requieren mucho más conocimiento. Los partidarios de este principio afirman que esto permite una mayor universalidad y crea un incentivo para encontrar problemas elegantes y aparentemente simples que, sin embargo, requieren un cierto nivel de ingenio, a menudo mucho ingenio, para sumar todos los puntos de un problema determinado de la IMO.
El proceso de selección difiere según el país, pero a menudo consiste en una serie de pruebas que admiten menos estudiantes en cada prueba progresiva. Los premios se otorgan aproximadamente al 50 % de los concursantes individuales con mayor puntuación. Los equipos no son reconocidos oficialmente: todas las puntuaciones se otorgan únicamente a los concursantes individuales, pero la puntuación del equipo se compara extraoficialmente más que las puntuaciones individuales. Los concursantes deben ser menores de 20 años y no deben estar registrados en ninguna institución terciaria. Sujeto a estas condiciones, una persona puede participar cualquier número de veces en la IMO.

## Historia
La primera IMO se celebró en Rumania en 1959. Desde entonces se ha celebrado cada año (excepto en 1980, cuando fue cancelado debido a conflictos internos en Mongolia). Inicialmente fue fundado para los países de Europa del Este miembros del Pacto de Varsovia, bajo el bloque de influencia de la Unión Soviética, pero luego también participaron otros países. Debido a este origen oriental, las IMO se albergaron al principio sólo en países de Europa del este y gradualmente se extendieron a otras naciones.
Las fuentes difieren sobre las ciudades que albergaron algunas de las primeras Olimpiadas. Esto puede deberse en parte a que los líderes y los estudiantes generalmente se alojan en diferentes lugares y en parte a que después de la competencia los estudiantes a veces se alojaron en varias ciudades durante el resto de la Olimpiada. Las fechas exactas citadas también pueden diferir, debido a que los líderes llegan antes que los estudiantes y, en Olimpiadas más recientes, el Consejo Asesor de la IMO llega antes que los líderes.
Varios estudiantes, como Lisa Sauermann, Reid W. Barton, Nicușor Dan y Ciprian Manolescu, se han desempeñado excepcionalmente bien en la IMO y han ganado múltiples medallas de oro. Otros, como Terence Tao, Artur Avila, Grigori Perelman, Ngô Bảo Châu y Maryam Mirzajani se han convertido en matemáticos notables. Varios exparticipantes han ganado premios como la Medalla Fields.

## Organización
La competición consta de dos cuestionarios con tres problemas cada uno. Cada pregunta da una puntuación máxima de 7 puntos, con una puntuación máxima total de 42 puntos. La prueba se desarrolla en dos días, en cada uno de los cuales el concursante dispone de cuatro horas y media para resolver tres problemas. Estos se escogen entre varias áreas de la matemática vista en secundaria, los cuales pueden clasificarse grosso modo en geometría, teoría de números, álgebra y combinatoria. No se requieren conocimientos de matemáticas superiores y de las soluciones se espera que sean cortas y elegantes.[cita requerida] Encontrarlas requiere, sin embargo, ingenio excepcional y habilidad matemática[cita requerida].
Cada país participante, salvo el país anfitrión, puede enviar problemas propuestos a un Comité de Selección de Problemas organizado por el país anfitrión, el cual reduce los problemas propuestos a una pequeña lista. Los líderes de los equipos se reúnen con anterioridad a los participantes para formar el Jurado de la Olimpiada, el cual es el responsable de tomar las decisiones formales de la competencia de ese año, comenzando con la selección de los seis problemas que deberán resolver los estudiantes.
La puntuación de cada participante es acordada entre el líder y el colíder del equipo junto con los coordinadores o calificadores del país anfitrión (o el líder del país que envió el problema para calificar a los concursantes del país anfitrión). Si no hay acuerdo o surge cualquier otro tipo de disputa, la decisión final corresponde al Jurado.
El proceso de selección es diferente según el país, pero a menudo consiste en una serie de pruebas que van filtrando el número de estudiantes en cada una. Los premios se entregan con relación a un porcentaje alto de los participantes individuales. Los equipos no son reconocidos oficialmente, todos los resultados son para los concursantes individualmente. La puntuación del equipo es extraoficialmente una comparación de las puntuaciones individuales. Los participantes deben ser menores de veinte años y no deben estar matriculados en institución de educación superior alguna. En estas condiciones, un individuo puede participar cuantas veces desee en la OMI.

## Proceso de selección

### Argentina
En Argentina, cada año se realiza la Olimpíada Matemática Argentina, organizada por la Fundación Olimpíada Matemática Argentina.
Todos los alumnos que alcanzan y aprueban el Certamen Nacional (quinta y última ronda de la competición), que se lleva a cabo en octubre o noviembre, y que no hayan cumplido veintiún años antes del 1 de julio de ese año, tienen derecho a participar en una prueba de selección que se desarrolla en abril del año siguiente.
Considerando esa prueba, se eligen seis titulares y algunos suplentes que representarán al país en la Olimpiada Internacional de ese año.
La Olimpíada Matemática Argentina, se divide en dos grandes categorías, Olimpíada Matemática Ñandú y Olimpíada Matemática Argentina, más comúnmente llamada OMA. En la primera categoría participan los alumnos que se hallan en los años de 5.º, 6.º y 7.º años de escolaridad (contando desde primer grado). En la segunda categoría, participan todos aquellos alumnos que del 8.º al 13.º (en el caso de las escuelas técnicas) año de escolaridad.

### Colombia
En Colombia se celebran varias competiciones de matemática organizadas por las Olimpiadas Colombianas de Matemáticas, Física y Computación, una organización dependiente de la Universidad Antonio Nariño. La principal de ellas, la competencia nacional llamada así misma Olimpiada Colombiana de Matemáticas, sirve como base para la selección del equipo. Los mejores concursantes de esta competencia y, ocasionalmente, estudiantes destacados de otras, son invitados al proceso de conformación del equipo, el cual combina entrenamiento en solución de problemas de matemáticas y exámenes. Los concursantes que obtienen los mejores resultados conjuntos en los exámenes conforman el equipo.

### Ecuador
En Ecuador el proceso selectivo inicia con la Olimpiada Nacional de Matemáticas, organizada por la Fundación Olimpiadas Ecuatorianas de Ciencias y su filial, la Olimpiada Matemática Ecuatoriana (OMEC). Esta competencia tiene 7 categorías de participación, según la edad y nivel de escolaridad del competidor, que van desde Educación Básica, Bachillerato y Universitarios. Se desarrolla en varias fases clasificatorias que se llevan a cabo entre junio y diciembre de cada año. Los mejores estudiantes, según su ubicación por puntajes en la última fase, son convocados a las pruebas selectivas nacionales para escoger a los integrantes de los diferentes equipos que representarán al país en las distintas competencias en las que participa.

### El Salvador
La Delegación participante se elige entre alumnos olímpicos del área de Matemática del Programa Jóvenes Talento, www.jóvenestalento.edu.sv
Los alumnos ingresan al Programa participando y clasificando en las Olimpiadas Nacionales que se realizan a principios de año, brindándoles la oportunidad de formar parte de la Academia Sabatina, en la cual se imparten clases gratuitas a niños interesados en las matemáticas de todo El Salvador, impartiéndoles  educación avanzada en Matemática, Química, Física, Biología, Informática y Astronomía.
Los jóvenes que participan en la Olimpiada son alumnos que lleven un excelente rendimiento en la Academia Sabatina de Matemáticas, quienes son seleccionados para prepararse académicamente de manera intensiva en “Grupos Olímpicos”.

### España
Los cuatro alumnos seleccionados para la IMO proceden de la Olimpiada Matemática Española (OME), organizada por la Real Sociedad Matemática Española. Tiene dos fases, una de distrito y otra nacional. Tanto la fase local como la nacional consisten en dos sesiones de 25 problemas cada una, a resolver en una hora y media. En la última fase, los participantes sólo pueden hacer preguntas (y por escrito) durante la primera media hora de cada sesión. Participan en ella estudiantes preuniversitarios de hasta 2.º de Bachillerato.

### México
El proceso de selección en México consta de tres etapas y es organizada por la Olimpiada Mexicana de Matemáticas. En la primera, cada uno de los 31 estados de la república y la Ciudad de México selecciona a seis estudiantes (diez en el caso de la Ciudad de México) que representarán a la entidad en el concurso nacional. Dicho concurso se lleva a cabo una vez al año, en el mes de noviembre. Comenzó en el año 1987.
Conforme a los resultados de este concurso se seleccionan al menos 16 concursantes. Estos pasarán por la segunda etapa del concurso, los entrenamientos nacionales, que se llevan a cabo entre los meses de diciembre y abril. De los 16 concursantes se hace una preselección que cuenta con alrededor de 10 estudiantes.
En mayo se celebra la tercera etapa del concurso en la que se selecciona a los 6 concursantes que representarán a México en la Olimpiada Internacional correspondiente. Cabe destacar que mediante procesos similares se selecciona a las delegaciones que asistirán a la Olimpiada Matemática de Centroamérica y el Caribe y a la Olimpiada Iberoamericana de Matemáticas.

### Nicaragua
La preparación de las delegaciones de Nicaragua en la IMO está en manos de la Academia de Jóvenes Talento Nicaragua. El ingreso al programa es en febrero de cada año, para participar en competencias matemáticas internacionales se debe pertenecer al Nivel Preolímpico.  

### Paraguay
Tras la ronda final de las Olimpiadas Matemáticas del Paraguay, organizada por OMAPA, son invitados los 400 participantes con mejores resultados a un curso anual realizado en San Lorenzo, Ciudad del Este, Encarnación y otras ciudades importantes del país a lo largo de una semana en diciembre y otra en febrero. Luego asisten a un curso anual desde marzo hasta octubre, todos los sábados, en donde rinden un examen de 4 problemas, además se toman en cuenta los dos exámenes anteriores, que son la Olimpiada Matemática del Cono Sur y la Olimpiada de Mayo, que se rinden en abril y mayo respectivamente, todos los exámenes se envían en la sede central (Asunción) para su corrección, para luego convocar a los 6 paraguayos que representan a su país en la Olimpiada Internacional de Matemáticas.

### Perú
La selección es abierta y llevada a cabo aproximadamente dos o tres meses antes de la IMO, es organizada por la Sociedad Matemática Peruana en cooperación con la PUCP. Consiste de un único examen, de cuatro o cinco preguntas, mediante el cual se selecciona a los diez participantes con la mejor puntuación. Estos son entrenados por profesores de la Sociedad Matemática Peruana, para rendir luego pruebas adicionales de las cuales se selecciona a los mejores para asistir a la IMO.

### Puerto Rico
Las Olimpiadas Matemáticas Puertorriqueñas están a cargo del Departamento de Ciencias Matemáticas del Recinto Universitario de Mayagüez invita a todos los estudiantes de las escuelas de Puerto Rico que actualmente cursan estudios en los siguientes tres niveles: 3.º-5.º grados, 6.º-8.º grados y 9.º-11.º grados, a participar en el ciclo anual de competencia para estudiantes Olímpicos de matemáticas. El ciclo comienza todos los años en abril con un examen distribuido a través de la página Olimpiada Matemática de Puerto Rico y termina con el campamento que involucra a los mejores estudiantes de Puerto Rico.

### República Dominicana
Las Olimpiadas de Matemáticas Dominicanas son organizadas por el Ministerio de Educación de la República Dominicana. Se llevan a cabo competencias a nivel distrital, regional y nacional para escoger la representación que participa en las competencias internacionales.

## Premios
Con base en la puntuación individual de los concursantes el Jurado establece los topes para la entrega de medallas. Se considera que la mitad de los concursantes son dignos de merecer un premio, los cuales consisten en medallas olímpicas de oro, plata y bronce.
- Oro, se otorga a los primeros doce concursantes.
- Plata, se otorga a los siguientes doce concursantes.
- Bronce, se otorga a los siguientes doce concursantes.

Los concursantes que no obtienen medalla, pero que obtuvieron la solución completa (7 puntos) de un problema, reciben mención de honor.
Se pueden otorgar premios a soluciones ingeniosas o que utilizan buenas generalizaciones del problema. Las últimas veces que se otorgaron fueron en 2005, 1995 y 1988; pero estos premios eran más frecuentes antes de principios de los años 1980.

## Olimpiadas pasadas
- La 1.ª IMO tuvo lugar en Braşov y Bucarest, Rumania en 1959.
- La 2.ª IMO tuvo lugar en Sinaia, Rumania en 1960.
- La 3.ª IMO tuvo lugar en Veszprém, Hungría en 1961.
- La 4.ª IMO tuvo lugar en České Budějovice, Checoslovaquia en 1962.
- La 5.ª IMO tuvo lugar en Varsovia y Breslavia, Polonia en 1963.
- La 6.ª IMO tuvo lugar en Moscú, Unión Soviética, en 1964.
- La 7.ª IMO tuvo lugar en Berlín, República Democrática Alemana en 1965.
- La 8.ª IMO tuvo lugar en Sofía, Bulgaria en 1966.
- La 9.ª IMO tuvo lugar en Cetiña, Yugoslavia en 1967.
- La 10.ª IMO tuvo lugar en Moscú, Unión Soviética en 1968.
- La 11.ª IMO tuvo lugar en Bucarest, Rumania en 1969.
- La 12.ª IMO tuvo lugar en Keszthely, Hungría en 1970.
- La 13.ª IMO tuvo lugar en Žilina, Checoslovaquia en 1971.
- La 14.ª IMO tuvo lugar en Toruń, Polonia en 1972.
- La 15.ª IMO tuvo lugar en Moscú, Unión Soviética en 1973.
- La 16.ª IMO tuvo lugar en Erfurt y Berlín Oriental, República Democrática Alemana en 1974.
- La 17.ª IMO tuvo lugar en Burgas y Sofía, Bulgaria en 1975.
- La 18.ª IMO tuvo lugar en Linz, Austria en 1976.
- La 19.ª IMO tuvo lugar en Belgrado, Yugoslavia en 1977.
- La 20.ª IMO tuvo lugar en Bucarest, Rumania en 1978.
- La 21.ª IMO tuvo lugar en Londres, Reino Unido en 1979.
- La 22.ª IMO tuvo lugar en Washington D. C., Estados Unidos en 1981.
- La 23.ª IMO tuvo lugar en Budapest, Hungría en 1982.
- La 24.ª IMO tuvo lugar en París, Francia en 1983.
- La 25.ª IMO tuvo lugar en Praga, Checoslovaquia en 1984.
- La 26.ª IMO tuvo lugar en Joutsa, Finlandia en 1985.
- La 27.ª IMO tuvo lugar en Varsovia, Polonia en 1986.
- La 28.ª IMO tuvo lugar en La Habana, Cuba en 1987.
- La 29.ª IMO tuvo lugar en Canberra, Australia en 1988.
- La 30.ª IMO tuvo lugar en Brunswick, República Federal de Alemania en 1989.
- La 31.ª IMO tuvo lugar en Pekín, China en 1990.
- La 32.ª IMO tuvo lugar en Sigtuna, Suecia, del 12 al 23 de julio de 1991.
- La 33.ª IMO tuvo lugar en Moscú, Rusia, del 10 al 21 de julio de 1992.
- La 34.ª IMO tuvo lugar en Estambul, Turquía, del 13 al 24 de julio de 1993.
- La 35.ª IMO tuvo lugar en Hong Kong, del 8 al 20 de julio de 1994.
- La 36.ª IMO tuvo lugar en Toronto, Canadá, del 13 al 25 de julio de 1995.
- La 37.ª IMO tuvo lugar en Bombay, India, del 5 al 17 de julio de 1996.
- La 38.ª IMO tuvo lugar en Mar del Plata, Argentina, del 18 al 31 de julio de 1997.
- La 39.ª IMO tuvo lugar en Taipéi, Taiwán, del 10 al 21 de julio de 1998.
- La 40.ª IMO tuvo lugar en Bucarest, Rumania, del 10 al 22 de julio de 1999.
- La 41.ª IMO tuvo lugar en Daejeon, Corea del Sur, del 13 al 25 de julio de 2000.
- La 42.ª IMO tuvo lugar en Washington D. C., Estados Unidos, del 1 al 14 de julio de 2001.
- La 43.ª IMO tuvo lugar en Glasgow, Reino Unido, del 19 al 30 de julio de 2002.
- La 44.ª IMO tuvo lugar en Tokio, Japón, del 7 al 19 de julio de 2003.
- La 45.ª IMO tuvo lugar en Atenas, Grecia, del 6 al 18 de julio de 2004.
- La 46.ª IMO tuvo lugar en Mérida, México, del 8 al 19 de julio de 2005.
- La 47.ª IMO tuvo lugar en Liubliana, Eslovenia, del 6 al 18 de julio de 2006.
- La 48.ª IMO tuvo lugar en Hanói, Vietnam, del 19 al 31 de julio de 2007.
- La 49.ª IMO tuvo lugar en Madrid, España, del 10 al 22 de julio de 2008.
- La 50.ª IMO tuvo lugar en Bremen, Alemania, del 10 al 22 de julio de 2009.
- La 51.ª IMO tuvo lugar en Astaná, Kazajistán, del 2 al 15 de julio de 2010.
- La 52.ª IMO tuvo lugar en Ámsterdam, Países Bajos, del 13 al 24 de julio de 2011.
- La 53.ª IMO tuvo lugar en Mar del Plata, Argentina, del 4 al 16 de julio de 2012.
- La 54.ª IMO tuvo lugar en Santa Marta, Colombia, del 18 al 28 de julio de 2013.
- La 55.ª IMO tuvo lugar en Ciudad del Cabo, Sudáfrica, en 2014.
- La 56.ª IMO tuvo lugar en Chiang Mai, Tailandia, del 3 al 15 de julio de 2015.
- La 57.ª IMO tuvo lugar en Hong Kong, China, en 2016.
- La 58.ª IMO tuvo lugar en Río de Janeiro, Brasil, en 2017.
- La 59.ª IMO tuvo lugar en Cluj-Napoca, Rumanía, en 2018.
- La 60.ª IMO tuvo lugar en Bath, Reino Unido en 2019.
- La 61.ª IMO tuvo lugar online debido a la pandemia de COVID-19, en 2020.
- La 62.ª IMO tuvo lugar online debido a la pandemia de COVID-19, en 2021.
- La 63.ª IMO tuvo lugar en Oslo, Noruega, en 2022.
- La 64.ª IMO tuvo lugar en Chiba, Japón, en 2023.
- La 65.ª IMO tuvo lugar en Bath, Reino Unido en 2024.

## Próximas olimpiadas
- La 66.ª IMO se llevará a cabo en Sunshine Coast, Australia en el 2025.
- La 67.ª IMO se llevará a cabo en China en el 2026.
- La 68.ª IMO se llevará a cabo en Hungría en el 2027.
- La 69.ª IMO se llevará a cabo en Arabia Saudita en el 2028.